# Giraffa giraffa
La giraffa meridionale (Giraffa giraffa (Schreber, 1784)) è una specie appartenente al genere Giraffa diffusa in Africa meridionale.

## Descrizione
La sottospecie sudafricana ha macchie scure a volte arrotondate con delle sottili proiezioni su un sottofondo di colore fulvo. Le macchie si estendono lungo le zampe diventando più piccole.

## Tassonomia
Nel 2016 la giraffa meridionale è stata classificata come specie a sé stante, mentre in precedenza era considerata una sottospecie di Giraffa camelopardalis.

## Distribuzione e habitat
La giraffa meridionale abita la zona settentrionale del Sudafrica, nell'Angola, nel Botswana meridionale, nello Zimbabwe meridionale, in Zambia e nel sud-ovest del Mozambico. Dopo essersi estinta in varie località, la giraffa meridionale è stata reintrodotta in molte zone del Sudafrica e nello Swaziland. Sono comuni sia dentro che fuori dalle aree protette.
La giraffa meridionale vive abitualmente nelle savane e nei boschi. Si ciba di piante legnose, di piante erbose, fiori, foglie, frutti e germogli di piante come l'acacia.

## Minacce
La giraffa meridionale non è una specie minacciata e la sua popolazione sta aumentando. D'altra parte la sottospecie sudafricana (Giraffa giraffa giraffa) è occasionalmente predata dai leoni sudafricani specialmente nel Parco nazionale Kruger. I cuccioli di giraffa possono anche essere predati dai leopardi africani, iene e licaoni.